# Loughton Hall
Loughton Hall est une grande maison à Rectory Lane, Loughton, Essex. L'architecte est William Eden Nesfield, et il est classé grade II par Historic England. Il abrite aujourd'hui une résidence de soins pour personnes âgées de 33 chambres.

## Histoire
Le Loughton Hall d'origine est la propriété des abbés de l'abbaye de Waltham avant de passer à Mary Tudor peu de temps avant qu'elle ne devienne reine en 1553. Il passe plus tard à la famille Wroth, dont la romancière Mary Wroth, et reçoit la visite de Ben Jonson et Sir Philip Sidney. En 1745, il passe à la famille Whitaker, et Mlle Anne Whitaker le laisse à John Maitland, puis à son fils William Whitaker Maitland, qui dépense beaucoup pour le bâtiment. Il brûle le 11 décembre 1836.
Une nouvelle maison est construite en 1878, conçue par William Eden Nesfield dans un faux style jacobéen.
Le dernier membre de la famille à y habiter est l'homme politique conservateur Sir John Maitland, mais il est réquisitionné par l'armée britannique pendant la Seconde Guerre mondiale pour loger des officiers. Il est vendu au London County Council, et la plupart des terres sont utilisées pour construire le lotissement Debden, avec le manoir transféré au Essex County Council, et loué à Debden Community Association, puis donné à Epping Forest College. C'est aujourd'hui une résidence de soins pour personnes âgées de 33 chambres.